# Município de Sugar Creek (condado de Allen, Ohio)
O município de Sugar Creek (em inglês: Sugar Creek Township) é um município localizado no condado de Allen no estado estadounidense de Ohio. No ano de 2010 tinha uma população de 1.283 habitantes e uma densidade populacional de 20,46 pessoas por km².

## Geografia
O município de Sugar Creek encontra-se localizado nas coordenadas 40° 49′ 27″ N, 84° 10′ 26″ O. Segundo a Departamento do Censo dos Estados Unidos, o município tem uma superfície total de 62.71 km², da qual 62,4 km² correspondem a terra firme e (0,49 %) 0,31 km² é água.

## Demografia
Segundo o censo de 2010, tinha 1.283 habitantes residindo no município de Sugar Creek. A densidade populacional era de 20,46 hab./km². Dos 1.283 habitantes, o município de Sugar Creek estava composto pelo 98,05 % brancos, o 0,55 % eram afroamericanos, o 0,08 % eram asiáticos, o 0,55 % eram de outras raças e o 0,78 % eram de uma mistura de raças. Do total da população o 1,17 % eram hispanos ou latinos de qualquer raça.